# Varju Kálmán
Varju Kálmán (Debrecen, 1980. január 29. –) magyar színművész, szinkronszínész.

## Életpályája
A Színház- és Filmművészeti Egyetemen diplomázott 2005-ben, majd a Vígszínház tagja lett. 2015-től szabadúszó. Színpadon kívül a televízióban is feltűnt, a Tűzvonalban és az Életképek című sorozatokban, a Cinka Panna és a Fej vagy írás című filmekben is láthatta  a közönség.

## Filmjei
- Életképek (színes, magyar tévéfilm sorozat, 2004) Gergő
- Fej vagy írás (színes, magyar vígjáték, 2005) Tamás
- Tűzvonalban (színes, magyar tévéfilm sorozat, 2007) Oltós János "Otyó" őrmester
- Egy csók és más semmi (színházi felvétel, 2010)
- Szabadság – Különjárat (színes, magyar tévéfilm, 2013)
- A király halála – II. Lajos élete és rejtélyes halála (színes, magyar tévéfilm, 2015)
- Aranyélet (színes, magyar filmsorozat, 2015) Péter Máté
- Jóban Rosszban (sorozat, 2017)
- A merénylet (tévéfilm, 2018)
- Mellékhatás (sorozat, 2020)

## Színházi szerepei
A Színházi adattárban regisztrált bemutatóinak száma: 26.
- A boldog ember (bemutató: 2008. május 5. Vígszínház)
- A dzsungel könyve (bemutató: 1996. január 28. Pesti Színház)
- A kék madár (bemutató: 2006. január 20. Vígszínház)
- A Magyar Dal gálaestje (bemutató: Vígszínház)
- A modell (bemutató: 2005. január 6. Pesti Színház)
- A tündérlaki lányok (bemutató: 2008. szeptember 27. Vígszínház)
- A zöld kilences (bemutató: 2012. december 1. Vígszínház)
- Amphitryon (bemutató: 2007. március 25. Pesti Színház)
- Arturo Ui feltartóztatható felemelkedése (bemutató: 2004. október 1. Színház- és Filmművészeti Egyetem (Ódry Színpad))
- Az ünnep (bemutató: 2006. október 7. Pesti Színház)
- Dark play (bemutató: 2008. október 4. Vígszínház)
- Egy csók és más semmi (bemutató: 2002. december 30. Vígszínház)
- Figaro házassága avagy Egy bolond nap (bemutató: 2008. március 29. Vígszínház)
- Haarmann (bemutató: 2006. április 22. Vígszínház)
- Harmónia (bemutató: 2006. december 16. Pesti Színház)
- Körmagyar (bemutató: 2007. szeptember 29. Pesti Színház)
- Macska a forró bádogtetőn (bemutató: 2011. december 16. Budapesti Kamaraszínház - Tivoli)
- Mindent anyámról (bemutató: 2010. február 27. Pesti Színház)
- Négy lába van a lónak mégis megbotlik (bemutató: 2005. október 15. Pesti Színház)
- Othello (bemutató: 2009. október 17. Vígszínház)
- Period... (bemutató: 2010. december 19. Vígszínház)
- Plasztilin (bemutató: 2005. május 26. Színház- és Filmművészeti Egyetem (Ódry Színpad))
- Punk rock (bemutató: 2011. október 9. Pesti Színház)
- Rómeó és Júlia (bemutató: 2011. április 4. Vígszínház)
- Stuart Mária (bemutató: 2005. október 8. Pesti Színház)
- Szent Johanna (bemutató: Evangélium Színház)
- Tévedések vígjátéka (bemutató: 2004. október 9. Vígszínház)
- Valaki kopog színész (bemutató: 2003. december 18. Színház- és Filmművészeti Egyetem (Ódry Színpad))
- Virrasztás (bemutató: 2005. február 18. Színház- és Filmművészeti Egyetem (Ódry Színpad))
- Vörös és fekete (bemutató: 2008. december 13. Vígszínház)

## Díjai, elismerései
- Színikritikusok díja (2007)
- Fővárosi Önkormányzat díja (2007)
- Ajtay Andor-emlékdíj (2007)
- Hegedűs Gyula-emlékgyűrű (2008)
- Junior Prima díj (2008)